# Віковий ясен (Самбір)
Вікови́й я́сен — ботанічна пам'ятка природи місцевого значення в Україні. Об'єкт природно-заповідного фонду Львівської області. Розташована в межах міста Самбір, на вулиці Мазепи. 
Площа 0,05 га. Статус надано 1984 року. Перебуває у віданні міського комбінату комунальних підприємств.